# Wanted (manga)
Wanted (WANTED) è un manga scritto e illustrato da Matsuri Hino; la storia è molto breve e si svolge nell'arco di soli tre capitoli. In Giappone è stato pubblicato da Hakusensha mentre in Italia dalla casa editrice J-Pop.

## Trama
Armelia è una giovane ragazza molto brava nel canto e perdutamente innamorata del nobile Luz, purtroppo durante un attacco di pirati Luz viene rapito dal capitano Skulls.
Dopo 8 anni di ricerche Armelia riesce a rintracciare e ad imbarcarsi sulla nave pirati del capitano Skulls. Armelia è convinta che arruolandosi possa ritrovare il suo amato Luz e per riuscire nel suo intento si finge un uomo e si fa chiamare Alto. Tuttavia viene presto smascherata ed è costretta a sopportare le continue vessazioni del capitano e della ciurma che la scherniscono di continuo per la sua debolezza fisica. Skulls scopre l'obbiettivo della ragazza e la disillude dicendole che Luz è morto, ma Armelia non si perde d'animo.
Durante uno scontro tra Skulls e il marinaio Reid, Armelia viene fatta prigioniera da Reid e Skulls nella foga del momento la chiama con il suo vero nome. Armelia si rende conto di questo solo qualche attimo più tardi, e pensandoci bene conclude che Skulls in realtà è proprio Luz, visto che lei non ha mai rivelato il suo vero nome al pirata. In seguito si viene a sapere che Luz, dopo essere stato rapito, ha sostituito il vecchio capitano Skulls (ora semplice medico di bordo) divenuto ormai troppo anziano per comandare una nave di pirati.

## Capitoli
| 1 | 2005 | 2007 | ISBN 978-88-6123-158-0 |
| 1 | Capitoli - 1. Capitano Skulls - 2. Il nemico dei pirati - 3. La leggenda dello spartito - Extra. In primavera, fiori di ciliegio |      |                        |